# Черноголовая гологлазая муравьянка
Черноголовая гологлазая муравьянка (лат. Rhegmatorhina gymnops) — вид воробьиных птиц из семейства типичных муравьеловковых. Подвидов не выделяют.

## Распространение
Эндемики Бразилии. Ареал в юго-восточной части страны.

## Описание
Длина тела 13.5-14.5 см. Вес 27.4-29.5 г. Наиболее отличительной особенностью взрослого самца является большое бледно-серовато-зелёное периорбитальное пятно вместе с довольно заметным гребнем. Самец от головы до верхней части груди черновато-серый, верх и хвост темно-красновато-желто-коричневые, крылья более ярко-рыжие, а нижняя часть тела темно-серовато-коричневая.
Взрослая самка подобна самцу, голова и горло коричневато-чёрные, верхняя сторона тела, крылья и хвост в основном такие же, как у самца, а низ тела темно-желтовато-коричневый.
Цвет радужных оболочек темно-коричневый. Голое глазничное кольцо бледно-серовато-зелёное. Клюв темный. Ноги темно-серые.

## Биология
Следуют за муравьями, охотясь на вспугнутых ими из лесной подстилки насекомых. При этом на указанных муравьев эти птицы не охотятся никогда.
Гнездо не описано, но, вероятно, оно такое же, как у других членов рода.